# 衛斯理安學院
衛斯理安學院（英语：Wesleyan College），又譯威斯里安女子学院，是位於美國喬治亞州梅肯的一所私立女子文理學院。它創立於1836年12月23日，1839年1月7日正式開學，其校區在2004年4月2日列入國家史蹟名錄。
它是一所小型的文理學院，學生人數不足一千。宋氏三姐妹曾在此讀書。2020年版《美國新聞與世界報道》將其列在全國文理學院排名中的第145位。

## 外部連接
- 官方网站
- Wesleyan College Official Athletics Website （页面存档备份，存于）
- Wesleyan College （页面存档备份，存于） historical marker